# Pader
La Pader est une rivière de la Rhénanie-du-Nord-Westphalie en Allemagne, tributaire gauche de la Lippe.

## Géographie
Elle coule à travers la ville de Paderborn à qui elle donne son nom (« sources de la Pader »). Bien qu'assez large, elle ne mesure que 4 km de long avant de se jeter dans la Lippe, elle est habituellement considérée comme la « plus petite rivière d'Allemagne ».